# Liste der Monuments historiques in Fresnoy-le-Luat
Die Liste der Monuments historiques in Fresnoy-le-Luat führt die Monuments historiques in der französischen Gemeinde Fresnoy-le-Luat auf.

## Liste der Bauwerke
| Bezeichnung                      | Beschreibung | Standort | Kennzeichnung | Schutzstatus | Datum | Bild           |
| -------------------------------- | ------------ | -------- | ------------- | ------------ | ----- | -------------- |
| Glockenturm der Kirche St-Martin |              | (Lage)   | PA00114700    | Inscrit      | 1928  | weitere Bilder |
| Kirche St-Jean-l’Évangéliste     |              | (Lage)   | PA00114701    | Inscrit      | 1928  | weitere Bilder |

## Liste der Objekte
- Monuments historiques (Objekte) in Fresnoy-le-Luat in der Base Palissy des französischen Kultusministeriums